# 오정동 선교사촌
오정동 선교사촌(梧井洞 宣敎師村)는 대전광역시 대덕구 오정동에 있는 건축물이다. 2001년 6월 27일 대전광역시의 문화재자료 제44호로 지정되었다.

## 개요
오정동 선교사촌은 1955∼1958년에 지어진 선교사 사택들이 있는 곳으로, 이 중 최초(1955년)에 지어진 북측의 3동이다.
1990년대 초 선교사들이 한국을 떠난 후 사택의 일부에 한남대 설립자인 인돈(印敦. Ｗilliam Ａlderman Linton, 1891∼1960)을 기념하는 인돈학술원을 개원하고, 유물을 보관·전시하고 있다.
1950년대 국내 시대상이 반영된 건물들로 붉은 벽돌에 한식지붕을 올린 점이나 주진입이 현관으로 모이는 점 등에서 서양식 건축에 한국 건축양식을 도입한 모습을 볼 수 있다.

## 같이 보기
- 인돈학술원

## 참고 자료
- 오정동선교사촌 - 국가유산청 국가유산포털